# 農業振興地域
農業振興地域（のうぎょうしんこうちいき）とは、市町村の農業振興地域整備計画により、農業を推進することが必要と定められた地域。農振(のうしん)と略される事が多い。

## 概要
農業振興地域は、農業振興地域の整備に関する法律（以下、農振法）に基づき、市町村が策定する農業振興地域整備計画により決定される。策定に当たっては、向こう10年間の農地利用を考慮して計画が立案される。計画では、農用地等として利用する土地を農用地区域として設定し、農業の発展に必要な措置が集中的に行なわれる。

## 土地利用の制限
農業振興地域の農用地区域内の農地（いわゆる農振青地）では、農地以外での土地利用が厳しく制限されており、農地転用が許可されない。そのため、例えば都市計画法により市街化調整区域で建築できることとされている建築物であっても建築することができないし、市街化調整区域でよくみられる資材置場等としても利用することができない。これは、土地利用について、農振法と都市計画法でそれぞれ規制趣旨が異なることによる。
農振青地を農地以外の用途で利用する場合は、まず市町村が農業振興地域整備計画を変更することにより当該農地が農用地区域から除外され、その後に農地転用許可を取得しなければならない。